# ژلبی
ژلبی (به لاتین: Žleby) یک منطقهٔ مسکونی در جمهوری چک است که در شهرستان کوتنا هورا واقع شده‌است. ژلبی ۱٬۲۹۱ نفر جمعیت دارد.